# Andrzej Sypytkowski
Andrzej Sypytkowski (Koszalin, 14 oktober 1963) is een Pools voormalig wielrenner.

## Overwinningen
1987
- Eindklassement Malopolski Wyscig Gorski

1993
- Tour du Lac Léman

1995
- Pools kampioen op de weg

1997
- Eindklassement Bałtyk-Karkonosze-Tour

1998
- Eindklassement Szlakiem Grodow Piastowskich
- Bergklassement Ronde van Polen

1999
- 2e etappe en eindklassement Ronde van Japan

## Resultaten in voornaamste wedstrijden
| Jaar | Ronde van Italië | Ronde van Frankrijk | Ronde van Spanje |
| ---- | ---------------- | ------------------- | ---------------- |
| 1994 | 73e              |                     |                  |
| 1995 |                  |                     |                  |
| 1997 |                  |                     |                  |

| Jaar | Milaan-San Remo | Gent-Wevelgem |  | WK op de weg |
| ---- | --------------- | ------------- |  | ------------ |
| 1994 | 124e            | 31e           |  | 40e          |
| 1995 |                 | 88e           |  |              |
| 1997 |                 |               |  | 63e          |